# هانز لاچا
هانز لاچا (آلمانی: Hans Latscha؛ ۱۰ مارس ۱۸۸۱ – ۱۱ مهٔ ۱۹۶۷) بازیکن راگبی ۱۵ نفره اهل آلمان بود.
وی در مسابقات کشوری و بین‌المللی در مجموع برندهٔ ۱ مدال نقره شده‌است.